# Stephen Mirrione

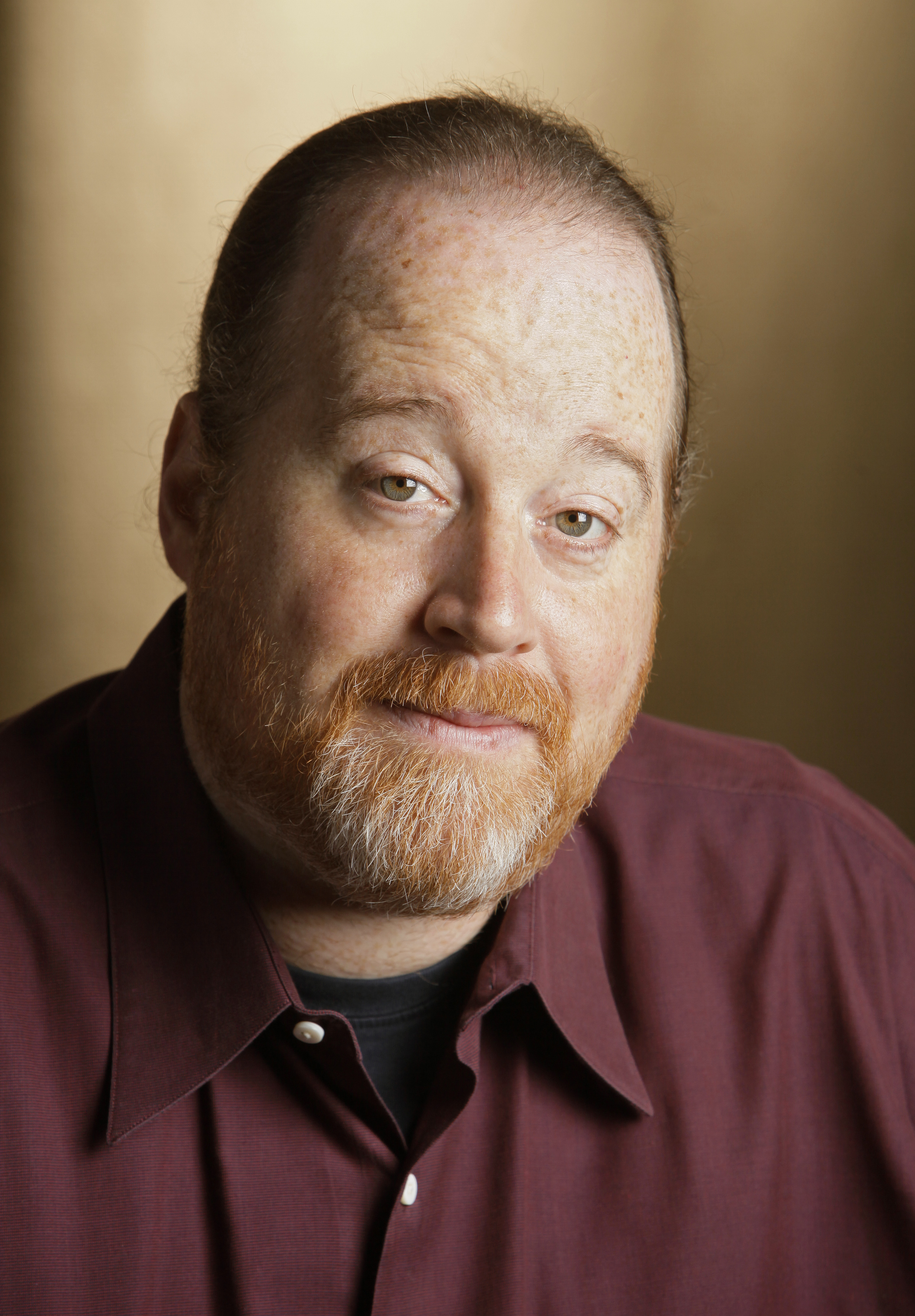
Stephen Mirrione (Oktober 2011)

Stephen Mirrione, ACE (* 17. Februar 1969 im Santa Clara County, Kalifornien) ist ein US-amerikanischer Filmeditor. Stephen Mirrione gewann einen Oscar für den Schnitt des Filmes Traffic – Macht des Kartells.

## Leben
Mirrione schloss sein Studium an der University of California in Santa Cruz mit einem B.A. im Jahr 1991 ab. In Los Angeles begann er mit Doug Liman zusammenzuarbeiten, welcher damals noch an der Filmhochschule der University of Southern California studierte und schnitt Limans erste Spielfilme Getting (1994), Swingers (1996) und Go (1999), letzterer eine Hommage an Akira Kurosawas Film Rashomon aus dem Jahre 1950.
Der Regisseur Steven Soderbergh lernte Mirrione bei der Premiere von Go kennen und fragte ihn ein Jahr später, ob dieser den Film Traffic schneiden wolle. Für den Filmschnitt von Traffic gewann Mirrione einen Oscar. In der Folge schnitt Mirrione Soderberghs Filme aus der Ocean-Serie (Ocean’s Eleven (2001), Ocean’s 12 (2004) und Ocean’s 13 (2007)).
Für den Schnitt von Alejandro González Iñárritus Film Babel gewann Mirrione 2006 den Eddie Award der ACE. Für diesen Film war er auch für den Oscar nominiert.

## Filmografie (Auswahl)
- 1994: Kamikaze College (Getting In)
- 1996: Swingers
- 1997: Clockwatchers
- 1999: Go
- 2000: Traffic – Macht des Kartells (Traffic)
- 2001: Ocean’s Eleven
- 2002: Geständnisse – Confessions of a Dangerous Mind (Confessions of a Dangerous Mind)
- 2003: 21 Gramm (21 Grams)
- 2004: Ocean’s 12 (Ocean’s Twelve)
- 2005: Good Night, and Good Luck.
- 2006: Babel
- 2007: Ocean’s 13 (Ocean’s Thirteen)
- 2008: Ein verlockendes Spiel (Leatherheads)
- 2009: Der Informant! (The Informant!)
- 2010: Biutiful
- 2011: Contagion
- 2011: The Ides of March – Tage des Verrats (The Ides of March)
- 2012: Die Tribute von Panem – The Hunger Games (The Hunger Games)
- 2013: Im August in Osage County (August: Osage County)
- 2014: Monuments Men – Ungewöhnliche Helden (The Monuments Men)
- 2014: Birdman oder (Die unverhoffte Macht der Ahnungslosigkeit) (Birdman or (The Unexpected Virtue of Ignorance))
- 2015: The Revenant – Der Rückkehrer (The Revenant)
- 2017: Suburbicon
- 2020: The Midnight Sky
- 2022: Der Spinnenkopf (Spiderhead)
- 2025: F1

## Auszeichnungen (Auswahl)
- Oscar-Auszeichnung bei der Oscarverleihung 2001 für Traffic – Macht des Kartells
- 2 Eddie-Award-Nominierungen
  - 2006 für Good Night, and Good Luck.
  - 2001 für Traffic – Macht des Kartells
- 3 BAFTA -Nominierungen
  - 2006 für Good Night, and Good Luck.
  - 2004 für 21 Gramm
  - 2001 für Traffic – Macht des Kartells
- 2 Satellite-Award-Nominierungen
  - 2005 für Good Night, and Good Luck.
  - 2001 für Traffic – Macht des Kartells
- 2 Online-Film-Critics-Society-Awards-Nominierungen
  - 2005 für Good Night, and Good Luck
  - 2000 für Traffic – Macht des Kartells